# Liste des districts du Trentin-Haut-Adige
Dans la région autonome de Trentin-Haut-Adige en Italie, les comunità comprensoriali (en allemand : Bezirksgemeinschaften) ou comunità di valle (en allemand : Talgemeinschaften) sont des collectivités territoriales constituées des communes de la province autonome de Trente (Trentin) et de la province autonome de Bolzano (Tyrol du Sud). Le rôle de ces zones administratives est la coordination des communes pour tout ce qui touche la culture, l'économie et l'écologie.

## Les 15 unités administratives (comunità di valle) du Trentin
Le Trentin est divisé en communautés (comunità di valle). Depuis 2006, la province en compte 15, contre 11 auparavant.

Division historique en 11 districts jusqu'en 2006.

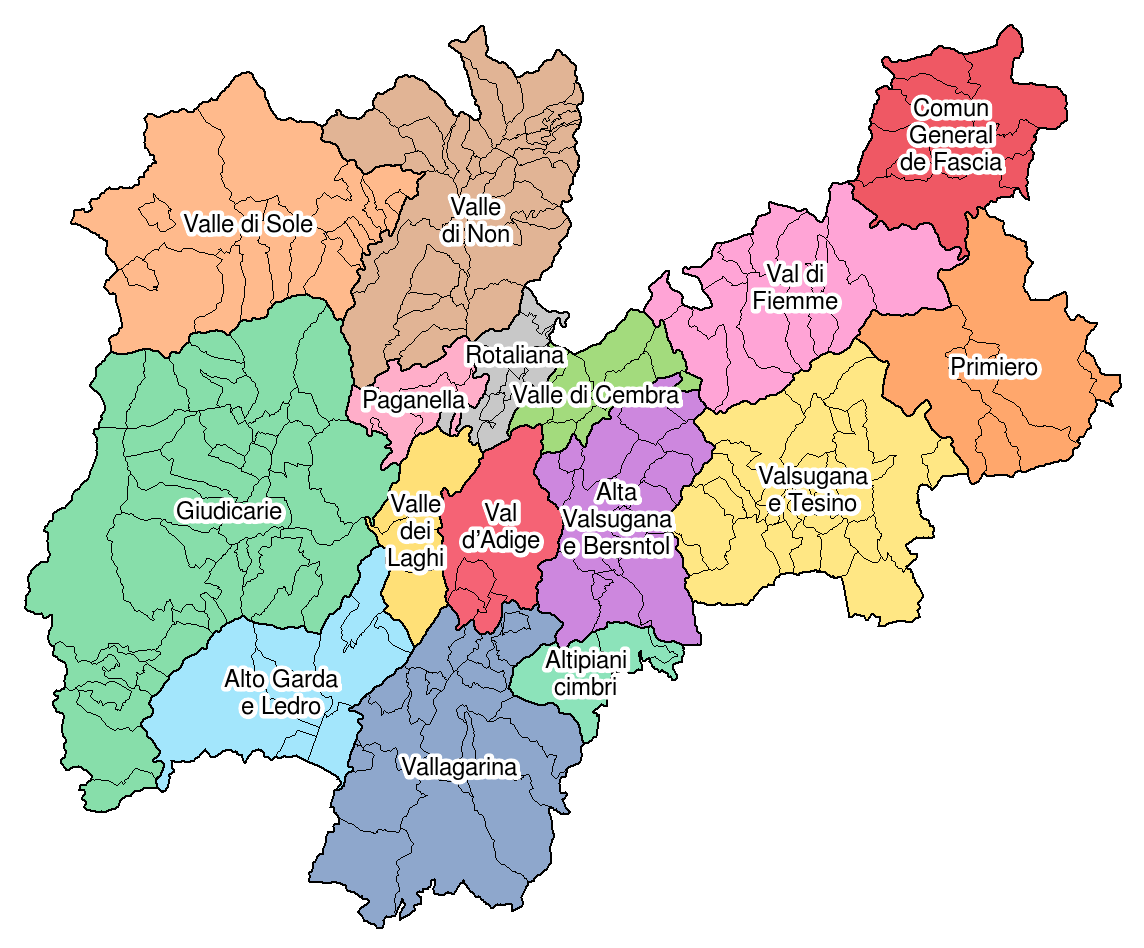
Division administrative en 15 communautés de la vallée depuis 2006.

| N°                                  | Nom                                       | Chef-lieu         | Communes | Superficie (km2) | Population (hab.) | Carte |
| ----------------------------------- | ----------------------------------------- | ----------------- | -------- | ---------------- | ----------------- | ----- |
| 1                                   | Comunità territoriale della Val di Fiemme | Cavalese          | 11       | 415,0            | 19825             |       |
| 2                                   | Comunità di Primiero                      | Tonadico          | 8        | 413,6            | 10012             |       |
| 3                                   | Comunità Valsugana e Tesino               | Borgo Valsugana   | 21       | 578,9            | 27235             |       |
| 4                                   | Comunità Alta Valsugana e Bersntol        | Pergine Valsugana | 18       | 359,9            | 52574             |       |
| 5                                   | Comunità della Valle di Cembra            | Faver             | 11       | 135,3            | 11259             |       |
| 6                                   | Comunità della Val di Non                 | Cles              | 38       | 596,7            | 39008             |       |
| 7                                   | Comunità della Valle di Sole              | Malè              | 14       | 609,4            | 15649             |       |
| 8                                   | Comunità delle Giudicarie                 | Tione di Trento   | 39       | 1176,5           | 37582             |       |
| 9                                   | Comunità Alto Garda e Ledro               | Riva del Garda    | 7        | 353,3            | 48061             |       |
| 10                                  | Comunità della Vallagarina                | Rovereto          | 17       | 622,6            | 87986             |       |
| 11                                  | Comun General de Fascia                   | Pozza di Fassa    | 7        | 318,1            | 9923              |       |
| 12                                  | Magnifica Comunità degli Altipiani cimbri | Lavarone          | 3        | 106,2            | 4523              |       |
| 13                                  | Comunità Rotaliana-Königsberg             | Mezzocorona       | 8        | 94,6             | 28793             |       |
| 14                                  | Comunità della Paganella                  | Andalo            | 5        | 97,3             | 4843              |       |
| 16                                  | Comunità della Valle dei Laghi            | Vezzano           | 6        | 139,6            | 10519             |       |
| Ensemble des communautés de vallées | Ensemble des communautés de vallées       | —                 | —        | —                | —                 | —     |
| 15                                  | Territorio Val d'Adige                    | —                 | 4        | 189,8            | 118718            | —     |
| Ensemble de la province             | Ensemble de la province                   | —                 | —        | 6206,9           | 526510            | —     |

## Les 8 unités administratives (comunità comprensoriale) du Haut-Adige
Semblable au Trentin, le Haut-Adige (Tyrol du Sud) est divisé en 8 communautés (comunità comprensoriale).

Division administrative en 8 communautés.

| Nom                                         | Chef-lieu  | Communes | Superficie (km2) | Population (hab.) | Carte |
| ------------------------------------------- | ---------- | -------- | ---------------- | ----------------- | ----- |
| Burgraviato Burggrafenamt                   | Mérano     | 26       | 1 101            | 88 300            |       |
| Valle Isarco Eisacktal                      | Bressanone | 13       | 624              | 44 500            |       |
| Val Pusteria Pustertal                      | Brunico    | 26       | 2 071            | 73 000            |       |
| Salto-Sciliar Salten-Schlern                | Bolzano    | 13       | 1 037            | 44 400            |       |
| Oltradige-Bassa Atesina Überetsch-Unterland | Egna       | 18       | 424              | 63 000            |       |
| Val Venosta Vinschgau                       | Silandro   | 13       | 1 441,68         | 34 307            |       |
| Alta Valle Isarco Wipptal                   | Vipiteno   | 6        | 650              | 18 220            |       |
| Bolzano Bozen                               | Bolzano    | 1        | 52,34            | 99 229            |       |